# Chleb wiejski wojenny
Chleb wiejski wojenny – regionalny produkt piekarski, charakterystyczny dla gminy Chociwel (powiat stargardzki), 27 lipca 2012 wpisany na polską listę produktów tradycyjnych (zgłaszającą była Teresa Macherowska).

## Historia
Tradycja wypieku produktu sięga roku 1955 – we wsi Bobrowniki osiadła wówczas rodzina spod Częstochowy, która przywiozła ze sobą recepturę wyrobu chleba sięgającą czasów II wojny światowej. Z uwagi na trudności zaopatrzeniowe i rabunki zbóż przez niemieckiego okupanta, do chleba dodawało się różnego rodzaju domieszki – m.in. gotowane ziarna żyta. Wyrób był wypiekany w niewielkim zakresie, a ponownie zyskał na znaczeniu w okresie stanu wojennego, kiedy to pojawiły się kolejne trudności aprowizacyjne.

## Charakterystyka
Chleb (bochny około kilogramowe) wypiekany jest na uprzednio przygotowanym w glinianym naczyniu zakwasie z mąki żytniej i wody oraz na ziarnach żyta. Składniki te łączy się dodając zaczyn, mąkę żytnią i sól, a wyrabia ręcznie. Ciasto po wyrośnięciu (minimum godzina) piecze się w temperaturze 200 °C (również około godziny). Wypieczony w ten sposób chleb ma intensywny zapach pieczywa, niekwaśny smak, chropowatą skórkę z widocznymi ziarnami żyta i jest lekko brązowy (na przekroju szaro-beżowy).
Dodanie żytnich ziaren powoduje, że chleb jest wilgotny i elastyczny oraz zachowuje świeżość przez około tydzień. Kształt jest prostokątny na co dzień lub okrągły na święta okolicznościowe – np. wesela, dożynki.

## Nagrody i wyróżnienia
W 2009 chleb wojenny zdobył II miejsce w konkursie „Nasze Kulinarne Dziedzictwo – Smaki Regionów” (Poznań) w kategorii produktów i przetworów pochodzenia roślinnego.